# Thalamoporella gothica
Thalamoporella gothica är en mossdjursart som först beskrevs av Busk 1856.  Thalamoporella gothica ingår i släktet Thalamoporella och familjen Thalamoporellidae. Inga underarter finns listade i Catalogue of Life.